# Альфонсо Гумусіо Реєс
Альфо́нсо Гуму́сіо Ре́єс (ісп. Alfonso Gumucio Reyes, *3 серпня 1914, Кочабамба, Болівія — 17 жовтня 1981) — болівійський політичний діяч Революційного націоналістичного руху (ісп. Movimiento Nacionalista Revolucionario, MNR) і один із його членів-засновників у 1940 році. 
Батько болівійського письменника Альфонсо Гумусіо Дагрона.

## З життєпису
Після тріумфу Революції 9 квітня 1952 року Гумусіо Реєс став президентом Corporación Boliviana de Fomento (CBF), державної установи, що відповідає за економічний розвиток та інфраструктуру. Таким чином, він відповідав за декілька проектів розвитку, таких як Planta Industralizadora de Leche (PIL) у Кочабамбі; Ingenio Guabirá, цукровий завод у Санта-Крус; і будівництво і підтримання у належному стані головних автошляхів високогір'я до східної частини країни, низин.
У період 1957-1960 років був призначений послом Болівії в Уругваї президентом країни Ернаном Сілесом Суасо. Від 1960 до 1964 року він обіймав посаду міністра економіки в уряді президента Віктора Паса Естенссоро і відповідав за економічний розвиток країни.
У 1964 році, коли він щойно від'їхав до Іспанії як посол Болівії, у Болівії відбувся військовий переворот під проводом генерала Рене Барр'єнтоса. 
Гумусіо Рейес залишався у вигнанні в Мадриді до 1967 року. Коли він повернувся на батьківщину, до Болівії, він був ув'язнений військовим режимом на три місяці.